# Fanlo
Fanlo – gmina w Hiszpanii, w prowincji Huesca, w Aragonii, o powierzchni 187,1 km². W 2011 roku gmina liczyła 126 mieszkańców.